# Biserica Romano-Catolică Sfânta Treime din Oradea
Biserica Sf. Treime, situată în Oradea, pe str. Bumbacului nr. 1, a fost ridicată in stil baroc la inițiativa cardinalului Emeric Csáky, episcop romano-catolic de Oradea, în prima jumătate a secolului al XVIII-lea. 
Edificiul este compus dintr-o singură navă și o absidă semicirculară. A fost construit conform tradiției pe ruinele unei biserici medievale distrusă de turci. Recentele cercetări arheologice au confirmat această ipoteză identificând sub pardoseala actuală a bisericii mai multe faze de construcție databile între sec. XIV–XVI.
Biserica și-a câștigat forma actuală în urma unor modificări și adăugiri efectuate în jurul anului 1750 de episcopul Nicolae Csáky (prelungirea navei și turnul vestic), respectiv de cardinalul Lőrinc Schlauch în 1896 (refacerea absidei, renovarea în stil eclectic a fațadelor și decorarea interioară). Picturile murale din nava și absida bisericii sunt opera pictorului Ferenc Storno.